# Anton Petrea
Anton Petrea (Brăila, 9 marzo 1975) è un allenatore di calcio ed ex calciatore rumeno, di ruolo centrocampista.

## Palmarès

### Allenatore
- Coppa di Romania: 1

FCSB: 2019-2020